# Herstatt-Bank

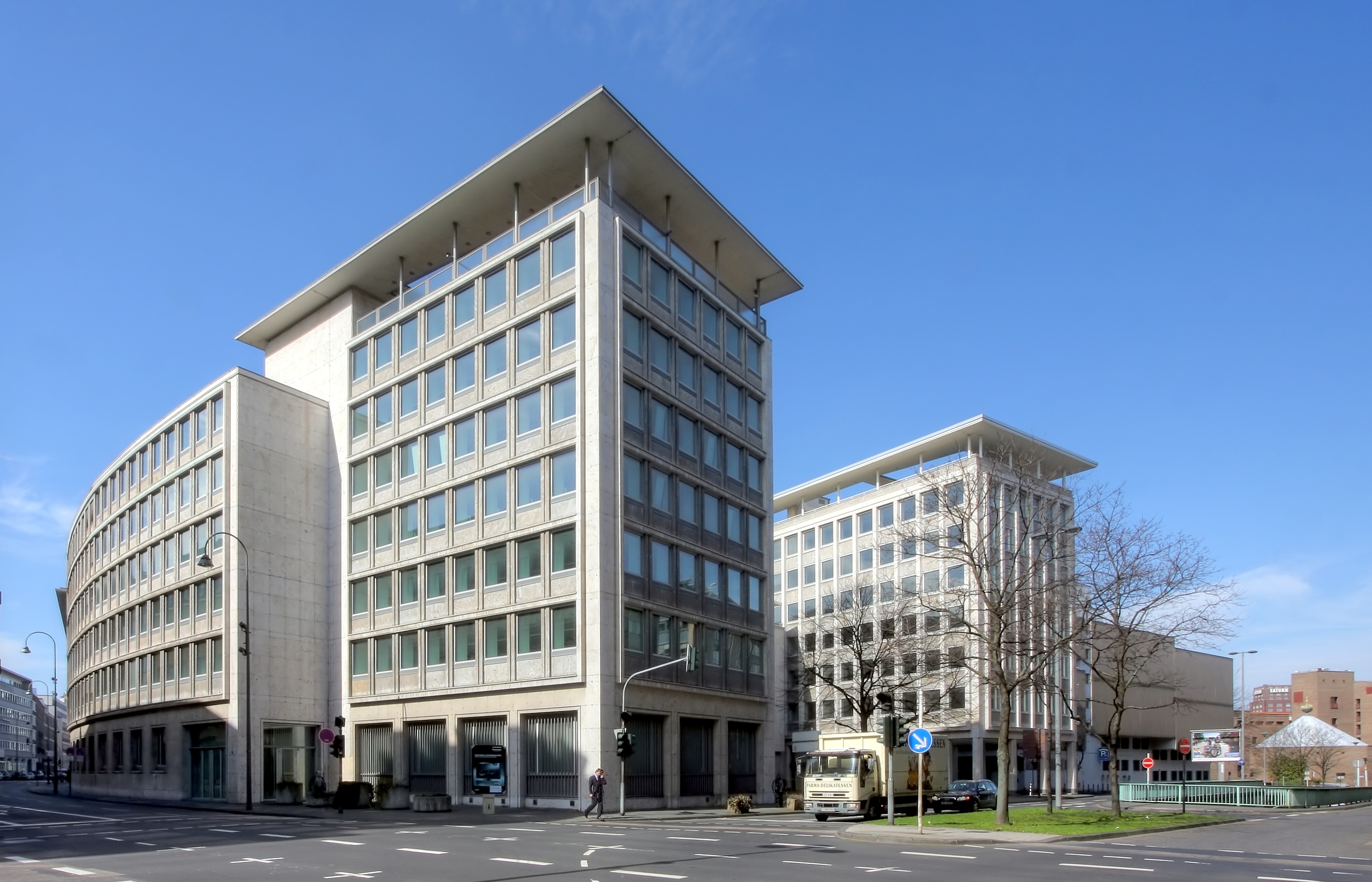
Ehemaliges Gebäude der Herstatt-Bank in Köln (2010)

Die Herstatt-Bank (eigentlich I. D. Herstatt KGaA) war eine Kölner Privatbank, die vom Bankier Iwan David Herstatt gegründet und geleitet wurde. Im Juni 1974 wurde sie infolge von Devisenspekulationen insolvent; ihr Zusammenbruch war die bis dahin größte Bankenpleite seit Bestehen der Bundesrepublik.
Das Bankhaus I. D. Herstatt KGaA besaß die Rechtsform einer Kommanditgesellschaft auf Aktien, bei welcher der namensgebende Iwan David Herstatt als Komplementär und Hans Gerling als Kommanditaktionär maßgeblich, zuletzt mit mehr als 84 % Aktienanteil, beteiligt waren. Das Bankhaus besaß eine Vollbanklizenz und betrieb alle Bankgeschäfte in der Form einer Universalbank.

## Unternehmensgeschichte

### Vorläuferinstitut 1792–1888
Die Herstatt-Bank besaß ein Vorläuferinstitut, das auf eine mehr als 100-jährige Geschichte zurückblicken konnte. Die Familiendynastie Herstatt begann in Köln mit Isaak Herstatts (* 21. August 1697 in Eschweiler; † 28. April 1761 in Köln) Antrag auf Aufenthaltserlaubnis am 21. März 1727. Der streng protestantische Hugenotte stammte aus dem flandrischen Valenciennes. Er und seine Nachfahren betrieben Handelshäuser, insbesondere den Handel mit Seide.
Auch das von den beiden nachfolgenden Brüdern Johann David Herstatt (* 13. Oktober 1740 in Köln; † 2. Januar 1809 ebenda) und Jakob Herstatt (* 29. Januar 1743 in Köln; † 25. März 1811 ebenda) gegründete Bankhaus I. D. Herstatt (Köln, Hohe Pforte 25–27) ging 1782 aus einer Seiden- und Florettbandweberei hervor, wobei die Brüder in den Gründerjahren krisenbedingt das Seidengeschäft sukzessive zugunsten des Kommissions- und Bankgeschäfts zurückdrängten. Johann David Herstatt führte das Unternehmen ab 1782 ohne seinen Bruder weiter. Als Bankier wird Johann David Herstatt erstmals im Ratsprotokoll der Stadt Köln vom 27. Januar 1792 erwähnt.
Die Herstatt-Bank war zusammen mit dem A. Schaafhausen’schen Bankverein während der französischen Besatzungszeit in Immobiliengeschäfte aus Säkularisation involviert. Sie verfügte 1796 über ein Eigenkapital von 100.000 Reichstalern, das im Jahre 1810 auf 260.000 angewachsen war. Erst ab 1815 wurden ausschließlich Bankgeschäfte betrieben, und zwar insbesondere das Warenwechselgeschäft und der Kontokorrentkredit. Bankkunden waren die Montan-, eisenverarbeitende und Textilindustrie in der Region. Seit 1818 bestand eine Kooperation der Herstatt-Bank mit den Kölner Privatbanken J. H. Stein und A. Schaafhausen’scher Bankverein.

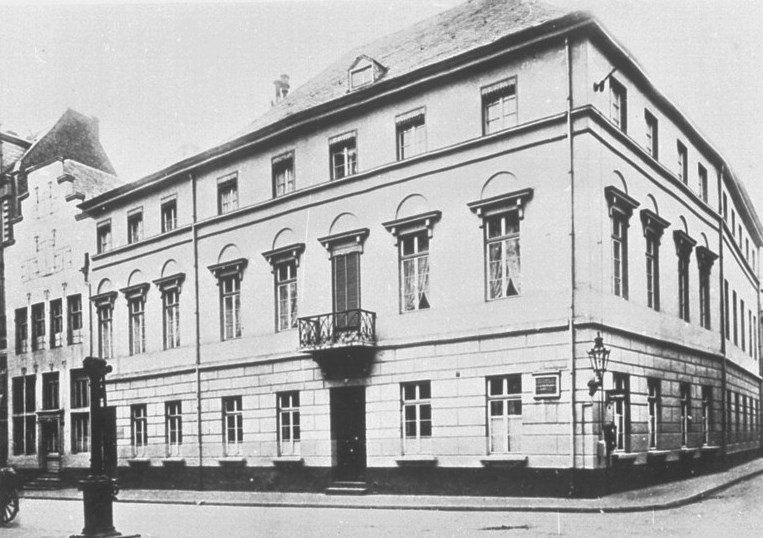
Herstatt-Bank – Hohe Pforte 25–27/Ecke Sternengasse (um 1900)

In der dritten Generation führte Friedrich Peter Herstatt (* 25. September 1775 in Köln; † 7. Mai 1851 ebenda) die Bankgeschäfte, der sich als Teilhaber 1798 seinen Schwager Ludwig Gottfried von den Westen (* 13. August 1766; † 1. September 1845 Köln) und ab 1837 Heinrich Ziegler holte. Zusammen mit den Kölner Bankhäusern Stein, A. Schaafhausen und Sal. Oppenheim gründete die Herstatt-Bank 1818 die Rheinschifffahrts-Assekuranz-Gesellschaft, aus der 1845 die Agrippina-Versicherung hervorging. Spätestens seit 1834 gehörte Friedrich Krupp zu den Bankkunden, als die Herstatt-Bank einen Kontokorrentkredit von 8000 Talern zur Verfügung stellte und zur Hausbank emporstieg. Auch Felten & Guilleaume gehörte zu den Bankkunden.
Auch an den Gründungen der kapitalintensiven Eisenbahnen war die Herstatt-Bank beteiligt; es begann 1837 mit der Rheinischen Eisenbahn-Gesellschaft und setzte sich mit der Köln-Mindener Eisenbahn-Gesellschaft 1841 fort. Als am 5. März 1839 die Kölnische Feuer-Versicherungs-Gesellschaft ihre Konzession erhält, gehören Simon Oppenheim (Sal. Oppenheim), Heinrich Ziegler (Herstatt-Bank), Wilhelm Ludwig Deichmann (Teilhaber bei A. Schaafhausen) und zwei andere Kölner Bankiers zu den Gründern, aus ihr ging die Colonia-Versicherung hervor.
Im März 1843 hatte Herstatt auch an der Gründung der ersten deutschen Rückversicherung, der Kölnische Rückversicherungs-Gesellschaft mitgewirkt. Ab 1849 ist eine Emissionstätigkeit für Anleihen belegt, als die Herstatt-Bank sich an einer Kölner Stadtanleihe beteiligte; 1856 folgten Aktienemissionen wie die der Vulkan AG für Hüttenbetriebe und Bergbau, jedoch schien sich Herstatt bei größeren Emissionen im Gegensatz zu den anderen Kölner Privatbankiers zurückzuhalten.
Sein Sohn Johann David (* 28. Mai 1805 in Köln; † 31. Januar 1879 ebenda) führte die Bankgeschäfte nunmehr in der vierten Generation weiter und war von 1831 bis 1879 Präsident der Kölner Handelskammer. Dessen Sohn Friedrich Johann David (* 29. September 1831 in Köln; † 17. Januar 1888 ebenda) starb früh an Lungenentzündung, sein einziger Sohn Johann David (* 27. März 1887 in Köln; † 4. November 1955 ebenda) war erst knapp ein Jahr alt – die familiäre Übertragungskette auf den jeweils ältesten Sohn dadurch nicht mehr gegeben.
Mangels geeigneter Nachfahren wurde deshalb am 15. März 1888 das Bankhaus I. D. Herstatt nach über 100-jähriger Geschäftstätigkeit vom Bankhaus J. H. Stein übernommen und nachfolgend im Namen vom Bankhaus Stein liquidiert. Damit endete zunächst die Existenz des Bankhaus I. D. Herstatt. Es residierte bis 1888 in einem repräsentativen Gebäude in der Hohe Pforte 25–27/Ecke Sternengasse, das 1929 abgebrochen wurde.

### Iwan David Herstatt
Der in Köln geborene Iwan David Herstatt erwarb am 2. Juni 1955 das unbedeutende Kölner Bankhaus Hocker & Co. (Bilanzsumme 52 Millionen DM), das nach dem Tod des Inhabers Hans Hocker († 22. April 1954) zum Verkauf stand und 1938 durch Arisierung aus dem jüdischen Bankhaus Sternfeld & Tiefenthal (gegründet 1885) hervorgegangen war.
Am 10. Dezember 1955 firmierte das Bankhaus in „I. D. Herstatt KGaA“ um. Hinter der für eine Bank seltenen Rechtsform verbarg sich der Versicherungsunternehmer und Herstatt-Jugendfreund Hans Gerling, der sich mit einer Einlage von 5 Millionen DM als Kommandit-Aktionär (81,4 %; der Rest lag bei Tochtergesellschaften des Gerling-Konzerns) beteiligte, und Iwan David Herstatt als persönlich haftendem Gesellschafter. Im Laufe der Jahre erhöhte der Gerling-Konzern seine Beteiligung auf 84,0273 %.
Im Mai 1957 wurde das von Architekt Hanns Koerfer geplante neue Bankhaus in der Bankenmeile Unter Sachsenhausen 6 (heute: GESIS, Einrichtung des Leibniz-Instituts für Sozialwissenschaften) der Kölner Innenstadt eröffnet. Es gelang der Bank, sich im Wertpapiergeschäft zu etablieren und zahlreiche prominente Kölner als Kunden zu gewinnen. Durch die expansive Geschäftspolitik avancierte das Bankhaus von einer reinen Regionalbank zu einer überregional tätigen Bank. Das war auch an der Bilanzsumme abzulesen, die zum 31. Dezember 1959 bei 249 Millionen DM lag und Ende 1962 auf 560 Millionen DM angewachsen war. Durch das forcierte Auslands- und Devisengeschäft erlangte die Herstatt-Bank in den frühen 1970er Jahren auch wachsende internationale Bedeutung. 1974 vertrauten etwa 52.000 Kunden der Bank ihr Geld auf 78.000 Konten und in 15.000 Depots an.

### Devisenspekulationen und die „Goldjungs“
Herstatts Geschäftspolitik führte zu einem rasanten Wachstum. Wies die Bilanzsumme im Jahr 1956 noch 72 Millionen DM auf, so lag sie 1958 bei 171 Millionen, um schließlich bis 1973 auf 2 Milliarden DM anzusteigen. Die Zahl der Beschäftigten wuchs von 15 (1955) auf 850 (1971) an. Doch die Gewinne aus dem klassischen Bankgeschäft schrumpften.
Als Gewinnpotenzial identifizierte man die aus der Freigabe der Wechselkurse am 10. Mai 1971 resultierenden Devisenkurse, die nicht mehr innerhalb von relativ engen Wechselkursbandbreiten schwankten, sondern von Zentralbanken fast vollständig der Marktentwicklung überlassen wurden. Da das Kundengeschäft dafür nicht ausreichte, wurde der Devisenhandel überwiegend als Eigenhandel betrieben. Auch andere Banken hatten weltweit darin Gewinnmöglichkeiten erblickt. Entscheidend war bei der Devisenspekulation die Einschätzung der künftigen Kursentwicklung des US-Dollar und anderer wichtiger Währungen.
Die Ära der frei schwankenden Wechselkurse („Floating“) begann ab März 1973. Dadurch verstärkten sich die Devisen-Spekulationen weltweit; der Eigenhandel in Devisen (also nicht kundengetriebenes Geschäft) wurde zum Kernstück des Herstatt-Bankgeschäfts. Auch viele andere deutsche und internationale Banken entdeckten das offensichtlich lukrative Geschäft. Bei Herstatt waren für diese Geschäfte die sogenannten „Goldjungs“ zuständig – sechs erst knapp über 20 Jahre alte Devisenhändler. Die Abteilung leitete Dany Dattel. Die Devisenabteilung arbeitete weitgehend ohne Kontrolle, was durch die vergleichsweise geringen aufsichtsrechtlichen Vorschriften und durch wenig Kontakt zu den anderen Geschäftsbereichen begünstigt wurde.
Die „Goldjungs“ durften aufgrund bestehender bankinterner Händlerlimite nur bis zu zehn Millionen Dollar Devisen pro Person/Tag kaufen. Jedoch umgingen sie diese Begrenzung durch andere Mitarbeiter der Bank, die als Strohmänner fungierten. Da diese Mitarbeiter als Privatpersonen nicht termingeschäftsfähig waren, traf sie keine Erfüllungspflicht. Diese Geschäfte fielen damit im Verlustfall letztlich auf die Bank zurück.
Aufgrund der damals noch unüblichen und futuristisch wirkenden Computertechnik und der weltumspannenden Kommunikationsnetze wurde dieser Bereich in Anlehnung an die Fernsehserie Raumpatrouille unternehmensintern „Raumstation Orion“ genannt.

### Zusammenbruch (1973/1974)
Nach der Ölkrise ab November 1973 rechneten die sechs Händler, wie weltweit auch andere Banken, mit einem weiter steigenden US-Dollar. Bereits Mitte 1973 hatte der Devisenhandel ein Volumen von 63,8 Mrd. DM erreicht. Die zunehmenden Fehleinschätzungen der Entwicklung des US-Dollar-Kurses führten zu Verlusten, die Mitte 1973 das haftende Eigenkapital von 77 Millionen DM deutlich überstiegen. Zum Bilanzstichtag 31. Dezember 1973 wurde im letzten vollständigen Geschäftsjahr 1973 ein operativer Verlust von 14 Millionen DM erwirtschaftet, der durch die Gewinne aus Eigengeschäften im Devisenhandel von 48 Millionen DM zu einem Jahresüberschuss von 34 Millionen DM verwandelt wurde. Aus Devisentermingeschäften bestand eine offene Netto-Position von 711 Millionen DM, dem 23-fachen des haftenden Eigenkapitals.
Zu Beginn des Geschäftsjahres 1974 spitzte sich die Lage der Herstatt-Bank dramatisch zu, denn die offenen Devisenpositionen erreichten 8 Mrd. DM, was bei einer Kursschwankung von 1 % einen Gewinn oder Verlust von 80 Millionen DM bedeuten würde. Ende 1973 hatte der Jahresabschluss durch die Wirtschaftsprüfer ein uneingeschränktes Testat erhalten, wonach sich der Jahresabschluss in Einklang mit den Gesetzen befand. Ein Sondergutachten vom 11. März 1974 unter besonderer Berücksichtigung des Devisen- und Edelmetallhandels kam zu dem Schluss, dass aufgrund eines erheblichen Gewinnsaldos aus diesen Geschäften zum Jahresende 1973 und der Abwicklungen aus Januar und Februar 1974 Rückstellungen für drohende Verluste nicht erforderlich seien und keine Anhaltspunkte für eine „Schieflage“ zu entnehmen gewesen wären. Das Volumen der offenen Termingeschäfte stand inzwischen mit dem 103fachen des Eigenkapitals in keinem vertretbaren Verhältnis. Grund war, dass der Kurs des US-Dollar seit Januar 1974 stetig fiel, während die Händler um Dattel mit einem weiter steigenden Kurs gerechnet hatten. Das bedeutete, dass die Devisen-Glattstellungen bei jeweiliger Fälligkeit teurer eingedeckt werden mussten, als man sie zuvor erworben hatte. Am 18. März 1974 verbuchte der Devisenhandel einen Verlust von 250 Millionen DM, der am 16. Juni 1974 bereits auf 470 Millionen angewachsen war.
Am 11. Juni 1974 teilte Herstatt den Kommanditisten mit, dass sich bei einer bankinternen Prüfung zum 31. Mai 1974 bei den Devisentermingeschäften ein Verlust in Höhe von etwa 64 Mio. DM ergeben habe, wodurch 89 Prozent des Eigenkapitals aufgezehrt worden war. Am 16. Juni 1974 unterrichteten Herstatt und der Generalbevollmächtigte Bernhard Graf von der Goltz die Kommanditisten davon, dass sich der Verlust zwischen 450 und 520 Mio. DM bewege. Am 23. Juni 1974 erörterten Herstatt-Aufsichtsrat und Gerling-Finanzchef Anton Weiler, der Präsident der Deutschen Bundesbank Karl Klasen, und der Vorsitzende des Präsidiums des Aufsichtsrats des Gerling-Konzerns die Frage einer Rettung der Herstatt-Bank. Weitere Gespräche am 26. Juni 1974 mit den Großbanken Deutsche Bank, Dresdner Bank und Commerzbank wegen einer Rettung der Herstatt-Bank endeten erfolglos. Noch am 26. Juni 1974 nahm das Bundesaufsichtsamt die der Herstatt-Bank erteilte Erlaubnis zum Betreiben von Bankgeschäften (Banklizenz) nach § 35 Abs. 2 Nr. 4 KWG zurück – es ordnete die Abwicklung der Gesellschaft an und gab ihr auf, sofort bis auf weiteres ihre Schalter zu schließen und Zahlungen einzustellen. Am 27. Juni 1974 beantragte die Bank die Eröffnung des Vergleichsverfahrens wegen Überschuldung, denn die Verluste beliefen sich auf 480 Millionen DM. An jenem Tag kam es in Köln unter großen Tumulten zu einem Bankensturm am Hauptsitz Unter Sachsenhausen. Die Polizei musste das Gebäude sichern, die deutschen Aktienkurse fielen. Am 22. Oktober 1974 gab das Amtsgericht Köln dem Antrag auf Vergleich statt.
Im Vergleichsstatus stellte sich heraus, dass den Vermögenswerten der Bank von etwa 1 Mrd. DM Schulden von knapp 2,2 Mrd. DM gegenüberstanden. Fast die Hälfte dieser Verbindlichkeiten waren Spareinlagen von Nichtbanken. Am Freitag, dem 13. Dezember 1974 fand in der Kölner Sporthalle eine dramatische Gläubigerversammlung von 4000 Gläubigern statt. Hier entschied sich nach damaligem Insolvenzrecht, ob das Bankhaus in Konkurs ging oder ein Vergleich zustande kam. Das hing davon ab, ob der größte Kommanditist Hans Gerling bereit war, die Vergleichsmasse mit eigenem Vermögen zu erhöhen. Beteiligte sich Gerling nicht an Zahlungen für einen Vergleich, ging die Bank in Konkurs, wodurch alle Gläubiger wahrscheinlich leer ausgingen. Gerling verhandelte von zu Hause aus, Herstatt war wegen Krankheit nicht dabei. Das Fernsehen berichtete sogar live von der Veranstaltung, in der es erst in letzter Minute zu einer Einigung kam, weil Hans Gerling dann doch noch einlenkte. Unter öffentlichem Druck musste Gerling 51 % seines Konzerns verkaufen und brachte 210 Millionen DM in die Vergleichsmasse ein. Dadurch kam es am 17. Dezember 1974 zu einem Vergleich, der am 30. Dezember 1974 gerichtlich bestätigt wurde. Aus der zu verteilenden Konkursmasse sollten Gläubiger – die weder Banken noch Kommunen oder kommunale Eigengesellschaften waren – vorrangig 65 %, die Kommunen und deren Eigengesellschaften 55 %, ausländische Banken 55 % und inländische Banken 45 % ihrer Forderungen erhalten. Der herrschende Kommanditaktionär Gerling war Aufsichtsratsvorsitzender und Verwaltungsratsmitglied und hatte sich in die Geschäftsführung der KGaA eingemischt, den Geschäftsführer Herstatt zum Stillhalten veranlasst und die Sanierungsverhandlungen unter Ausschluss des Geschäftsführers selbst geführt.

### Gläubiger
Die amerikanische Chase Manhattan Bank war damals Herstatts wichtigste Korrespondenz- und Abrechnungsbank für US-Dollar, über die entsprechend alle Abrechnungen in dieser Währung abliefen. Chase Manhattan hatte damals viel Glück, am Nachmittag des 26. Juni 1974 um 16 Uhr erfuhr der verantwortliche Devisenhändler aus der Frankfurter Niederlassung der Chase Manhattan Bank von dem anstehenden Zusammenbruch der Herstatt-Bank und veranlasste unmittelbar das Einfrieren der New Yorker Depotbestände in Höhe von 156 Millionen US-Dollar. Dadurch konnte Chase Manhattan jegliche Verluste vermeiden, während andere Banken lange auf die Aufteilung der wenigen verbliebenen Gelder warten mussten.
Im Nachgang gelang es, aus dem Restvermögen der Herstatt-Bank, einem Feuerwehrfonds der deutschen Privatbanken und dem Vermögen von Herstatt und Gerling, die Gläubiger größtenteils auszuzahlen. Hans Gerling verkaufte zur Befriedigung der Ansprüche 51 Prozent der Anteile an der Gerling-Holding an ein Deutsches Industriekonsortium (VHDI) und die Deutsche Bank.
Privatkunden erhielten mehr als 80 Prozent ihrer Einlagen zurück, Sparer mit Einlagen unter 20.000 DM zu 100 Prozent, Banken und Kommunen zu 65,4 Prozent. Unter ihnen befanden sich auch die Stadt Köln mit 190 Millionen DM, die Stadt Bonn mit 12,2 Millionen DM und das Erzbistum Köln.
Die letzten Auszahlungen an die Gläubiger konnten wegen der komplexen Abwicklungsprobleme erst Ende des Jahres 2006 geleistet werden. Insgesamt wurden die Forderungen von Banken und Kommunen zu 73,5 Prozent und die der privaten und sonstigen Gläubiger zu 83,5 Prozent erfüllt.

### Herstatt-Prozesse
In der Folge des Herstatt-Vergleichs kam es zu einer Anzahl von zivil- und strafrechtlichen Prozessen, deren interessanteste letztinstanzlich vom Bundesgerichtshof (BGH) entschieden wurden. Der erste zivilrechtliche Prozess wurde vom BGH am 9. Juli 1979 entschieden. Dabei ging es im Kern um die Frage, ob sich die Verantwortlichen der Konkursverschleppung schuldig gemacht hatten. Der BGH hat das verneint, so dass der klagenden Stadtsparkasse Köln Schadensersatzklagen verwehrt blieben.
Strafrechtlich wurde I.D. Herstatt im Jahr 1984 zunächst zu einer Freiheitsstrafe von viereinhalb Jahren verurteilt. Der BGH hob dieses Urteil auf, und Herstatt wurde 1987 zu einer Bewährungsstrafe von zwei Jahren wegen Untreue verurteilt; diese Strafe wurde jedoch im Jahr 1989 erlassen. Sechs andere Manager wurden freigesprochen oder erhielten milde Strafen, im schwersten Falle wurden sieben Jahre Freiheitsstrafe ausgesprochen. Dany Dattel wurde für verhandlungsunfähig erklärt, da er unter dem sogenannten KZ-Syndrom litt (als Vierjähriger hatte er gemeinsam mit seiner Mutter einige Monate im Konzentrationslager Auschwitz zugebracht). Dattel klagte jahrelang auf Geld aus den Devisengeschäften und 7000 Gläubiger warteten auf Restausschüttungen von 10 Millionen Euro. Solange diese Verfahren nicht rechtskräftig entschieden waren, konnte die Abwicklung des Unternehmens nicht abgeschlossen werden. Die I.D. Herstatt KGaA befand sich daher bis Ende 2006 in Liquidation.
Am meisten Aufsehen erlangte eine zivilrechtliche Klage der „Interessengemeinschaft der Herstatt-Sparer“ gegen die Bundesrepublik Deutschland wegen möglicher Amtspflichtsverletzungen des Bundesaufsichtsamtes für das Kreditwesen, als der damals für die Bankenaufsicht zuständigen Behörde.
Der Bundesgerichtshof erkannte die Möglichkeit der Verletzung gewerbepolizeilicher Verpflichtungen aus dem Kreditwesengesetz und die mögliche Haftung der Bundesrepublik an.

## Konsequenzen
In der Folge des Herstatt-Konkurses gründeten die deutschen Banken einen Einlagensicherungsfonds, um zukünftig ihre Sparer vor dem Komplettverlust ihrer Einlagen als Folge einer Banken-Insolvenz zu schützen.
Wegen der Herstatt-Entscheidung des Bundesgerichtshofes zur Amtshaftung wurde das Kreditwesengesetz verschärft und die bisherige Regelung, nach der die Bankenaufsicht auch im öffentlichen Interesse tätig werde, durch eine Regelung ersetzt, nach der die Bankenaufsicht nur im öffentlichen Interesse tätig werde.
Durch diese Einschränkung ist eine Haftung aufgrund von Amtspflichtverletzungen künftig ausgeschlossen. Das bedeutet im Endergebnis, dass dieser Bereich dem amtshaftungsrechtlichen Schutz entzogen ist. Eine gleiche Regelung gibt es bei der Versicherungsaufsicht (§ 294 Abs. 8 VAG) und der Börsenaufsicht.
Ferner wurden die offenen (also nicht glattgestellten) Devisen- und Edelmetallpositionen durch erstmalige Bindung an das haftende Eigenkapital eines Kreditinstituts prozentual bereits im August 1974 limitiert (durch Schaffung des neuen Grundsatzes Ia als Ausführungsbestimmung zum § 10 KWG). Außerdem wurden unmittelbar in der Folge der Herstatt-Affäre die Gesetze über Antragsfristen für Konkurs- und Vergleichsverfahren verschärft. Der ebenfalls neu geschaffene § 46b KWG verlangt die vorherige Anzeigepflicht an die Bankenaufsichtsbehörde, wenn das Kreditinstitut einen Insolvenzantrag zu stellen plant. Auch die Gründung der Liquiditäts-Konsortialbank steht unter den Ereignissen dieser Bankenkrise.
Durch die Schließung des Bankhauses Herstatt und das vom Bundesaufsichtsamt für das Kreditwesen (heute: BaFin) veranlasste Zahlungsverbot hatte Herstatt Dollar-Zahlungen erhalten, durfte jedoch die vertraglich vereinbarten Gegenleistungen nicht mehr erbringen. Die Schließung des Bankhauses Herstatt war damit der erste und spektakulärste Fall eines Bankzusammenbruchs, bei dem nicht vollständig abgewickelte Devisenhandelstransaktionen zu schwerwiegenden Problemen bei den Zahlungsverkehrs- und Abrechnungssystemen führte.
Dieses im Interbankenhandel bestehende Risiko wird seither im Bankwesen Herstatt-Risiko genannt. Banken versuchen seitdem, durch bilaterales oder multilaterales Netting oder Einschaltung von Clearinghäusern dieses Erfüllungsrisiko zu minimieren oder ganz auszuschalten.

## Sonstiges
- Jan Stephan Hillebrand bearbeitete in dem Theaterstück Kölner Devisen den Zusammenbruch der Herstatt-Bank.
- Im Norden Kölns gibt es zwischen den Stadtteilen Chorweiler, Seeberg und Heimersdorf die in den frühen 1970er Jahren angelegte und nach der Familie Herstatt benannte Herstattallee.
- Im Ersten der ARD wurde am 5. Mai 2021 im Rahmen der Reihe „FilmMittwoch im Ersten“ der Film Goldjungs ausgestrahlt, der die Devisenspekulationen und das Ende der Herstatt-Bank mittels teilweise fiktiver Charaktere aufbereitet. Regie führte Christoph Schnee. Darsteller sind unter anderem Michelle Barthel, Leslie Malton, Tim Oliver Schultz, Waldemar Kobus und Martin Brambach. Produziert wurde der Film von der ARD Degeto und dem WDR.